# Ostfrieslandweg
De Ostfrieslandweg is een lange afstandswandelroute in Noord-Duitsland. De route meet 97 km en loopt van Papenburg naar Bensersiel v.v. Een deel van de route maakt deel uit van de Europese wandelroute E9, die loopt van Portugal naar de Baltische Staten.

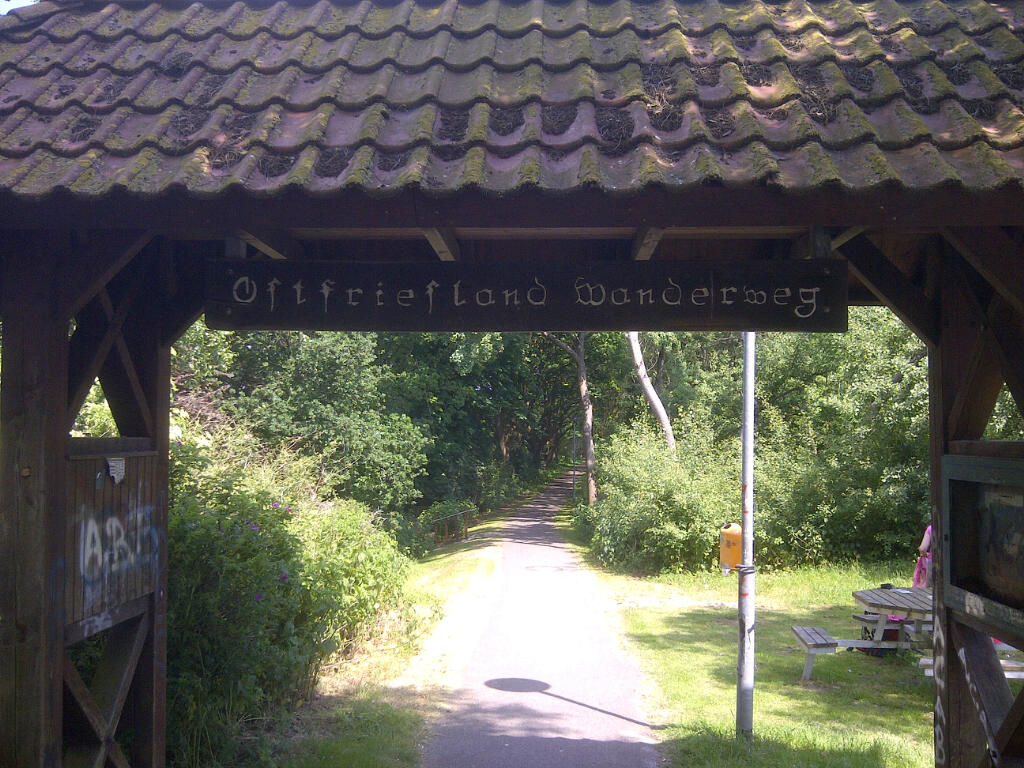
Poort van de Ostfrieslandweg in Leer

In het centrum van Leer sluit de Ostfrieslandweg aan op de Emsweg. In Aurich sluit de Ostfrieslandweg aan op de Ems-Jadeweg. De route wordt gemarkeerd met een 'O' op een zwart vlak.
Een deel van de route loopt over het tracé van de voormalige spoorlijn naar Aurich